# Toxodera fimbriata
Toxodera fimbriata es una especie de mantis de la familia Toxoderidae.

## Distribución geográfica
Se encuentra en Sumatra, Borneo y Malasia.